# روس‌ها (فیلم)
روس‌ها (به انگلیسی: Russkies) یک فیلم سینمایی کمدی-درام آمریکایی محصول سال ۱۹۸۷ با بازی ویپ هوبلی و واکین فینیکس به کارگردانی ریک رزنتال است. 

## بازیگران اصلی
- ویپ هوبلی درنقش میشا
- واکین فینیکس درنقش دنی
- پیتر بیلینگزلی درنقش آدم
- استفان دسالل درنقش جیسون
- سوسن والترز درنقش دایان
- پاتریک کیلپاتریک درنقش رییمی [۳]